# Liste des stations thermales françaises
Pour un article plus général, voir Station thermale.
Cet article présente une liste des stations thermales françaises classées par spécialité (affections des muqueuses bucco-linguales, affections psychosomatiques, maladies de l'appareil urinaire et métaboliques, dermatologie, etc.). De nombreuses communes ayant une activité de station thermale ont adopté l'adjonction « -les-Bains ».[réf. souhaitée]

## Affections desmuqueuses bucco-linguales
- Aix-les-Bains (Savoie)
- Allègre-les-Fumades (Gard)
- Avène (Hérault)
- Castéra-Verduzan (Gers)
- La Bourboule (Puy-de-Dôme)
- La Roche-Posay (Vienne)
- Molitg-les-Bains (Pyrénées-Orientales)
- Rochefort (Charente-Maritime)
- Uriage-les-Bains (Isère)

## Affectionspsychosomatiques
- Bagnères-de-Bigorre (Hautes-Pyrénées)
- Divonne-les-Bains (Ain)
- Néris-les-Bains (Allier)
- Saujon (Charente-Maritime)
- Ussat-les-Bains (Ariège)

## Maladies de l'appareil urinaireetmétaboliques
- Alvignac-Miers (Lot)
- Thermes d'Aulus-les-Bains (Ariège)
- Capvern-les-Bains (Hautes-Pyrénées)
- Châtelguyon (Puy-de-Dôme)
- Contrexéville (Vosges)
- Eugénie-les-Bains (Landes)
- Évian-les-Bains (Haute-Savoie)
- Prats-de-Mollo-la-Preste (Pyrénées-Orientales)
- Saint-Nectaire (Puy-de-Dôme)
- Thonon-les-Bains (Haute-Savoie)
- Vittel (Vosges)

## Dermatologie
- Allègre-les-Fumades (Gard)
- Avène (Hérault)
- La Bourboule (Puy-de-Dôme)
- La Roche-Posay (Vienne)
- Molitg-les-Bains (Pyrénées-Orientales)
- Neyrac-les-Bains (Ardèche)
- Rochefort (Charente-Maritime)
- Saint-Claude (Guadeloupe)
- Uriage-les-Bains (Isère)
- Saint-Gervais-les-Bains (Haute-Savoie)
- Vittel (Vosges)

## Fybromalgie
- Nancy (Meurthe-et-Moselle)

## Gynécologieetobstétrique
- Bagnoles-de-l'Orne (Orne)
- Bourbon-l'Archambault (Allier)
- Challes-les-Eaux (Savoie)
- Châtel-Guyon (Puy-de-Dôme)
- Dax (Landes)
- Évaux-les-Bains (Creuse)
- La Léchère (Savoie)
- Luxeuil-les-Bains (Haute-Saône)
- Luz-Saint-Sauveur (Hautes-Pyrénées)
- Plombières-les-Bains (Vosges)
- Salies-de-Béarn (Pyrénées-Atlantiques)
- Salies-du-Salat (Haute-Garonne)
- Salins-les-Bains (Jura)
- Ussat-les-Bains (Ariège)

## Maladies de l'appareil digestifetmétaboliques
- Alet-les-Bains (Aude)
- Alvignac-Miers (Lot)
- Barbazan (Haute-Garonne)
- Brides-les-Bains (Savoie)
- Capvern-les-Bains (Hautes-Pyrénées)
- Castéra-Verduzan (Gers)
- Châtelguyon (Puy-de-Dôme)
- Cilaos (La Réunion)
- Contrexéville (Vosges)
- Évian-les-Bains (Haute-Savoie)
- Le Boulou (Pyrénées-Orientales)
- Montrond-les-Bains (Loire)
- Plombières-les-Bains (Vosges)
- Thonon-les-Bains (Haute-Savoie)
- Vals-les-Bains (Ardèche)
- Vichy (Allier)
- Vittel (Vosges)

## Maladiescardio-artérielles
- Bains-les-Bains (Vosges)
- Bourbon-Lancy (Saône-et-Loire)
- Le Boulou (Pyrénées-Orientales)
- Royat (Puy-de-Dôme)

## Neurologie
- Lamalou-les-Bains (Hérault)
- Néris-les-Bains (Allier)
- Ussat-les-Bains (Ariège)

## Phlébologie
- Aix-les-Bains (Savoie)
- Argelès-Gazost (Hautes-Pyrénées)
- Bagnoles-de-l'Orne (Orne)
- Balaruc-les-Bains (Hérault)
- Barbotan-les-Thermes (Gers)
- Dax (Landes)
- Évaux-les-Bains (Creuse)
- Jonzac (Charente-Maritime)
- La Léchère (Savoie)
- Luxeuil-les-Bains (Haute-Saône)
- Luz-Saint-Sauveur (Hautes-Pyrénées)
- Rochefort (Charente-Maritime)
- Saint-Paul-lès-Dax (Landes)
- Saubusse-les-Bains (Landes)

## Rhumatologieet traumatismes ostéo-articulaires
- Aix-les-Bains (Savoie)
- Allevard (Isère)
- Amélie-les-Bains-Palalda (Pyrénées-Orientales)
- Amnéville-les-Thermes (Moselle)
- Ax-les-Thermes (Ariège) (Établissement thermal du Teich)
- Bagnères-de-Bigorre (Hautes-Pyrénées)
- Bagnères-de-Luchon (Haute-Garonne)
- Bagnoles-de-l'Orne (Orne)
- Bagnols-les-Bains (Lozère)
- Bains-les-Bains (Vosges)
- Balaruc-les-Bains (Hérault)
- Barbotan-les-Thermes (Gers)
- Barèges (Hautes-Pyrénées)
- Berthemont-les-Bains (Alpes-Maritimes)
- Bourbon-Lancy (Saône-et-Loire)
- Bourbon-l'Archambault (Allier)
- Bourbonne-les-Bains (Haute-Marne)
- Brides-les-Bains (Savoie)
- Cambo-les-Bains (Pyrénées-Atlantiques)
- Camoins-les-Bains (Marseille) (Bouches-du-Rhône)
- Capvern-les-Bains (Hautes-Pyrénées)
- Casteljaloux (Lot-et-Garonne)
- Cauterets (Hautes-Pyrénées)
- Châteauneuf-les-Bains (Puy-de-Dôme)
- Châtelguyon (Puy-de-Dôme)
- Chaudes-Aigues (Cantal)
- Cilaos (La Réunion)
- Cransac-les-Thermes (Aveyron)
- Dax (Landes)
- Digne-les-Bains (Alpes-de-Haute-Provence)
- Eaux-Bonnes (Pyrénées-Atlantiques)
- Eaux-Chaudes (Pyrénées-Atlantiques)
- Eugénie-les-Bains (Landes)
- Évaux-les-Bains (Creuse)
- Évian-les-Bains (Haute-Savoie)
- Gréoux-les-Bains (Alpes-de-Haute-Provence)
- Isolaccio-di-Fiumorbo (Haute-Corse)[1]
- Jonzac (Charente-Maritime)
- La Léchère (Savoie)
- Lamalou-les-Bains (Hérault)
- Lectoure (Gers)
- Lons-le-Saunier (Jura)
- Luxeuil-les-Bains (Haute-Saône)
- Molitg-les-Bains (Pyrénées-Orientales)
- Mont-Dore (Puy-de-Dôme)
- Montbrun-les-Bains (Drôme)
- Montrond-les-Bains, (Loire)
- Morsbronn-les-Bains (Bas-Rhin)
- Néris-les-Bains (Allier)
- Neyrac-les-Bains (Ardèche)
- Nancy (Meurthe-&-Moselle)
- Niederbronn-les-Bains (Bas-Rhin)
- Plombières-les-Bains (Vosges)
- Prats-de-Mollo-la-Preste (Pyrénées-Orientales)
- Préchacq-les-Bains (Landes)[2]
- Rennes-les-Bains (Aude)
- Rochefort (Charente-Maritime)
- Royat (Puy-de-Dôme)
- Saint-Amand-les-Eaux (Nord)
- Saint-Claude (Guadeloupe) (Guadeloupe)
- Saint-Honoré-les-Bains (Nièvre)
- Saint-Lary-Soulan (Hautes-Pyrénées)
- Saint-Laurent-les-Bains (Ardèche)
- Saint-Paul-lès-Dax (Landes)
- Salies-de-Béarn (Pyrénées-Atlantiques)
- Salies-du-Salat (Haute-Garonne)
- Salins-les-Bains (Jura)
- Salins-les-Thermes (Savoie)
- Santenay (Côte-d'Or)
- Saubusse-les-Bains (Landes)
- Uriage-les-Bains (Isère)
- Soultz-les-Bains (Bas-Rhin)
- Thonon-les-Bains (Haute-Savoie)
- Vernet-les-Bains (Pyrénées-Orientales)
- Vichy (Allier)
- Vittel (Vosges)

## Troubles dudéveloppement de l'enfant
- La Bourboule (Puy-de-Dôme)
- Lons-le-Saunier (Jura)
- Salies-de-Béarn (Pyrénées-Atlantiques)
- Salies-du-Salat (Haute-Garonne)
- Salins-les-Bains (Jura)

## Voies respiratoires (ORL)
- Aix-les-Bains (Savoie)
- Allègre-les-Fumades (Gard)
- Allevard (Isère)
- Amélie-les-Bains-Palalda (Pyrénées-Orientales)
- Amnéville-les-Thermes (Moselle)
- Argelès-Gazost (Hautes-Pyrénées)
- Ax-les-Thermes (Ariège)
- Bagnères-de-Bigorre (Hautes-Pyrénées)
- Bagnols-les-Bains (Lozère)
- Station thermale de Barèges (Hautes-Pyrénées)
- Bourbonne-les-Bains (Haute-Marne)
- Brides-les-Bains (Savoie)
- Cambo-les-Bains (Pyrénées-Atlantiques)
- Les Camoins (Camoins-les-Bains), Marseille) (Bouches-du-Rhône)
- Cauterets (Hautes-Pyrénées)
- Challes-les-Eaux (Savoie)
- Digne-les-Bains (Alpes-de-Haute-Provence)
- Enghien-les-Bains (Val-d'Oise)
- Gréoux-les-Bains (Alpes-de-Haute-Provence)
- Jonzac (Charente-Maritime)
- La Bourboule (Puy-de-Dôme)
- Mont-Dore (Puy-de-Dôme)
- Eaux-Bonnes (Pyrénées-Atlantiques)
- Eaux-Chaudes (Pyrénées-Atlantiques)
- Bagnères-de-Luchon (Haute-Garonne)
- Luz-Saint-Sauveur (Hautes-Pyrénées)
- Molitg-les-Bains (Pyrénées-Orientales)
- Montbrun-les-Bains (Drôme)
- Saint-Amand-les-Eaux (Nord)
- Saint-Claude (Guadeloupe) (Guadeloupe)
- Saint-Gervais-les-Bains (Haute-Savoie)
- Saint-Honoré-les-Bains (Nièvre)
- Saint-Lary-Soulan (Hautes-Pyrénées)
- Uriage-les-Bains (Isère)
- Vernet-les-Bains (Pyrénées-Orientales)
- Préchacq-les-Bains (Landes)